# Natan Jefimowitsch Perelman
Natan Jefimowitsch Perelman (russisch Натан Ефимович Перельман; * 19. Julijul. / 1. August 1906greg. in Schitomir, Russisches Reich, heute Ukraine; † 18. Februar 2002 in Sankt Petersburg, Russland)  war ein sowjetischer Pianist und Musikpädagoge.
Perelman studierte in Kiew bei Heinrich Neuhaus und in Petrograd (Leningrad) bei Leonid Wladimirowitsch Nikolajew. Er leitete während fast 70 Jahren von 1927 bis 1996 Konzerte und war einer der ersten sowjetischen Musiker, die im Ausland gastieren durften. Mehr als 60 Jahre – von 1937 bis 2002 – unterrichtete er als Professor am Leningrader bzw. Petersburger Konservatorium. Am Leningrader Fernsehen leitete er einen Sendezyklus Gespräche am Flügel. Perelman ist Autor des bekannten aphoristischen Buches In der Klasse des Flügels.